# Marco Aurélio (político)
Marco Aurélio Gomes dos Santos, mais conhecido como Marco Aurélio (Santos, 5 de agosto de 1977) é um advogado e político brasileiro, prefeito da cidade de Itanhaém eleito em 2012, e reeleito em 2016.

## Vida pública
Marco Aurélio é advogado de profissão, formado na Universidade Metropolitana de Santos em 2003. Antes de iniciar sua carreira política, trabalhou por seis anos no escritório de advocacia do até então ex-vereador João Carlos Forssell Neto. Em janeiro de 2004, assim que Forssell assumiu a prefeitura, se tornou secretário municipal de Negócios Jurídicos, cargo que ficou até março de 2008.

### Mandato como vereador
Marco Aurélio disputou no ano de 2008 a eleição municipal para o cargo de vereador pelo Partido Trabalhista do Brasil (PTB), sendo eleito com 1.760 votos (3,97%).
Em outubro do ano de 2010 foi eleito presidente da câmara de vereadores de Itanhaém.
Em dezembro de 2011, enquanto presidente da câmara, ocorreu a devolução de R$ 310 mil à prefeitura.

### Primeiromandatocomo prefeito de Itanhaém[6]
Em 7 de outubro de 2012, Marco Aurélio, com 35 anos, foi eleito o mais jovem prefeito da Itanhaém em turno único, pelo partido Partido da Social Democracia Brasileira (PSDB), com 22.013 (45,80%), 973 votos a frente de seu oponente, Marcelo Strama do Partido Socialista Brasileiro (PSB). Foi a eleição municipal para prefeito mais acirrada da história do município.
Umas das obras de seu mandato foi o Programa Bairro a Bairro que leva melhorias aos bairros da cidade.
Também reformou toda a orla da praia do centro de Itanhaém, construindo uma ciclovia e uma nova calçada para prática de exercícios físicos. Também foi reformada a iluminação da orla da praia.

## Vida pessoal
Marco Aurélio nasceu em Santos, porém viveu toda a sua vida na cidade de Itanhaém. Filho do juiz federal aposentado Edvaldo Gomes e da pedagoga Julia Rosa Mazutti dos Santos, tem dois irmãos, ambos advogados: Eduardo e Daniela. É casado com Daily Kubagawa Gomes, com que tem dois filhos: Vítor e Isabela.